# Luka Vladimirović
Luka Vladimirović (Vladinac/Sladinac, danas Baćina-Ploče ili Perka, 16. travnja 1718. - Zaostrog, 8. listopada 1788.) bio je hrvatski i bosanskohercegovački pisac, povjesničar, teolog, pjesnik, autor ljekaruše i svećenik iz reda franjevaca. O njegovu školovanju i životopisu nema mnogo podataka.  Najveći dio svoga života proveo u samostanu u Zaostrogu, na hrvatskom, latinskom i talijanskom napisao petnaestak knjiga, vjerskog i svjetovnog sadržaja. Dosta je objavio pod pseudonimima. 
Bio je po mnogim svojim razmišljanjima i dva stoljeća ispred svog vremena, po čemu je bio još jedan od znanstvenika i vizionara koje je dala Katolička Crkva u Hrvata.

## Životopis
Rodio se u Sladincu od od oca Jurja i majke Dominike Tadić 1718. godine. Potječe iz poznate obitelji neretvanskih knezova Vladimirovića (ili Miholovića i Vladičijevića), prastaroga bosanskog plemstva, kojima je sjedište bilo oko Mostara i Struge na rijeci Buni, odakle su se širli na istok i zapad od Neretve). U svezi s time je i kako se je oslovljavao u svojim djelima: "knez i vitez", "poglavica rimski i bosanski", "vlastelin od stari vikova neretvanskog", "u oba zakona podpuno naučitelj kriposni". 
Školovao se u Rimu i Bologni. Položio je ispite iz raznih filozofskih i teoloških grana. U šibenskom je samostanu bio apostolski poslanik, propovjednik i profesor. U Šibenik Varošu bio je župnikom u dvama navratima. Bio je župnik u Metkoviću i Opuzenu.
Vladimirović je značajan kao autor ljekaruše. Njegova ljekaruša je prva medicinska knjiga na hrvatskom jeziku. U ono je doba siromašni puk u krajevima Hrvatske pod mletačkom vlašću imao male mogućnosti kvalitetne medicinske njege. Nije raspolagao ni najosnovnijim sredstvima, bojao se liječnika, ali se je pouzdavao u Boga. Svjetovnjaci nisu smjeli vračati, no nigdje nije zabranjivalo da svećenici liječe uz zaziv Božje pomoći. Iako su pučani bježali od liječnika i ljekarna, posezali su za nekakvim liječenjima. Cijenili su narodna liječenja ljekovitim travama koja su činili ljudi zvani "herbari", čija su znanja nastala na pučkom i vlastitom iskustvu. 
Ondje su se posebice isticali katolički svećenici koji se u liječenju nisu samo molili Bogu, nego su liječili i ljekovitim travama. Zbornici takvih znanja su ljekaruše. Vladimirović je bio autor jedne takve ljekaruše, a druga, koju je napisao Petar Bartulović-Puović, uvelike je preuzeti sadržaj Vladimirovićeve.
Pisao je povijesna djela koja ne odlikuje ispravnost u svim segmentima. 
Neki su mu zamjerili što je Sladinac proglasio "sjedištem plemićke loze Vladmirovića" te da je time pomaknuo granicu Primorja i Neretve koja je bila između Sladinca i Perke (Plina) na rt Žrnovica između Baćine i Gradca.
Bio je vizionarem i s velikim smislom za gospodarski, infrastrukturni, prosvjetni i kulturni razvitak. Predlagao je:
- osnovati pučke škole po selima
- osnovati arheološke zbirke, posebice u staroj Naroni. Realizirano 2 stoljeća poslije.
- graditi luku na morskoj obali, ne u Opuzenu. Realizirano 2 stoljeća poslije - grad Ploče.
- radi dobivanja plodnog zemljišta, osigurati odvodnju vode iz Vrgorskog i Baćinskih jezera
- osnovati seoske zadruge po selima, koje će otkupljivati proizvode te tako omogućiti seljacima dobiti zajmove za nerodnih godina
- sustavno raditi na uzgoju mediteranskih kultura poput smokve, vinove loze i maslina
- proizvoditi vina što veće kakvoće
- tvrdio je da je komarac prijenosnik i uzročnik malarije. Teza o komarcu kao prijenosniku dokazana je 150 godina poslije.

Autorom je statuta za Neretvansku krajinu. Treba ih gledati kao jednu cjelinu.
Za negativna mišljenja o njemu koja su se kroz povijest raširila krivi su Alberto Fortis i Ivan Lovrić koji su ocrnili Vladimirovića, a samo su površno znali o tematici Vladmirovićevih djela. Negativnoj slici su pridonijeli znanstvenici i publicisti koji također nisu čitali Vladimirovićeva djela, nego su beskritično prepisivali Fortisove i Lovrićeve objede. Prvi koji je u hrvatskoj povijesnoj znanosti preispitao te stavove te ozbiljno vrednovao Vladmirovićeva djela jest Krešimir Čvrljak.
O Luki Vladimiroviću održan je Treći Neretvanski književni, znanstveni i kulturni susret u Metkoviću, Pločama i Opuzenu 2007. godine u organizaciji Neretvanske riznice umjetnina i inh vrijednosti i Hrvatske kulturne zakladem. Hrvatski su studiji radi preokretanja svih znanstvenih nepravda o Vladimiroviću organizirali 2005. znanstveni skup u Zaostrogu o fra Lukinu djelu, objavivši zbornik. Predavanja na Neretvanskim susretima su održali Andrija Nikić, Anela Mateljak, Domagoj Vidović, Gabrijel Jurišić, Pavao Knezović, Marinko Šišak, Baldo Šutić, Jozo Marević, Maja Katušić, Lovorka Čoralić, Diana Stolac, Vlado Pandžić i Hrvoje Markulin.
Zaključeno dje da će se ustanoviti godišnja nagrada fra Luka Vladimirović koja će se naizmjence dodjeljivati znastvenicima iz humanističkih znanosti i poduzetnicima, objaviti sva njegova djela u jednom zborniku, predložiti mladim znanstvenicima neka im doktorske disertacije budu u svezi s Vladimirovićem, u Metkoviću i Opuzenu nazvati trg ili ulicu njegovim imenom, u Pločama postaviti spomenik, biste u Metkoviću i Opuzenu, da se barem jednoj osnovnoj školi u njegovom kraju dade njegovo ime, da se izradi barem jedan portret (ulje na platnu) koji će krasiti osnovne škole i knjižnice koje će nosit njegovo ime ili za samostan u Zaostrogu. U Pločama će se postaviti spomen-ploća fra Luki Vladmiroviću, a izradit će ju akademski kipar Vinko Pešorda.

## Djela
- Antiquissimae familiae comitum, et equitum Vladmirovich de Narenta honestamentorum liber Lucii Norini Narentini ad Lucam Vladmirium ... (17??.)
- Cvit mirisa različnoga krstjanskoga (1765.)
- Razmisgliegna karschianska: za svaki dan od miseza (1765.)
- Xivot svetoga Sime Zadranina za bratju karschiane i rischiane (1765.)
- Slavodobitje karstjansko: pridobitje i jakost karstjenska uzdarxite u kriposti S. Krixa i u moguchstvu snaxnu prave molitve (1765.)
- I. N. R. I. Variae sed summe necessariae benedictiones pro singulis malis infirmitatibus studiose collectae a r. p. Luca Vladimirovich ... (1766.)
- Chronicon archiviale continens Brevem descriptionem principii & continuationis venerabilis conventus sanctae Mariae Zaostrogiensis, et ad illum spectantium, ab anno 1468. usque ad praesentem 1770. ... Totum fideliter decerptum : ex historiis, & narrationibus manuscriptis. A domino Lucio Narentino ... ; [Breve compendium originis et descedentiae arboris genealogici ... familiae comitum Vladimirovich, quod honoribus ... a.r.p. Luca Vladimirovich a Narenta ... consecraretur,&c.]. (1770.)
- In laudem ... familiae comitum et equitum Vladmirovich de Narenta dissertatio panegyrica quam Plinius Narentinus a. r. p. Lucae Vladmirovich ...(1770.)
- Cvit nauka krstjanskoga (1771.)
- Brevis historia de domo et familia Dobretich et de familiis nobilibus urbis Narentinae, nec non de ingressu Fratrum Minorum in regnum Bosnae. (1772.)
- Pripisagnie pocetka kragliestva bosanskoga, slidegnie, i dospitak; na uzetiu turskomu do’ danas kada su doscli u Bosnu i u sve’ darxave illiricke redovnici s. Frane, i gniova dobrocinstva duovna, broj viccara, provinciala, manastira i biskupa koij bisce od iste provincie / smnogim drughim lipim uspomenam sloxen u kratko sasvom pomgliom i gliubavju za opchienu korist poslidgni po gospodinu Noriniju starogragianinu neretvanskomu naucitegliu u obba zakona izvarsnomu. ... (1775.)
- Likarie Priprostite(1775.)
- De regno Bosniae: accedit de Naronensi urbi item de laudibus familiae Vladimirovich. (1781.)
- De regno Bosniae ejusque interitu narratio historica. Accedit De Naronensi urbe ac civitate pars altera. Item De laudibus inclytae ac perillustris familiae comitum atque equitum Vladimirovich pars tertia, auctore Prudentio Narentino. (1781.)
- De urbe Narentina descriptio antiquissima ... a dno. Plinio Narentino in laudem suae inclitae patriae in lucem edita. (17??.)

## Vanjske poveznice
- Zabilješka[neaktivna poveznica]